# Прозорро.Продажі
Прозорро.Продажі (англ. Prozorro.Sale)— акціонерне товариство, 100% акцій акціонерного товариства належать державі в особі Міністерства економіки України. Підприємство являє собою однойменну систему онлайн аукціонів з продажу та здачі в оренду майна. АТ «Прозорро.Продажі» адмініструє однойменну ІТ-систему, що гарантує безпеку торгів, технічну надійність і невтручання в аукціони.
Станом на травень 2023 року електронні аукціони у системі Прозорро.Продажі принесли організаторам понад 73 млрд грн. до бюджетів різних рівнів. Підприємство щоквартально перераховує 80% свого чистого прибутку до держбюджету у вигляді дивідендів та податків.

## Еволюція проєкту

### Керівництво
Головою правління АТ «Прозорро.Продажі» є Сергій Бут. Контроль над товариством здійснює незалежна Наглядова рада. До її складу входять представники Міністерства економіки, а також троє незалежних експертів, обраних на відкритому конкурсі.

### Історія
Проєкт заснований у 2016 році за підтримки міжнародних донорів, зокрема Western NIS Enterprise Fund (WNISEF) на базі громадської організації Transparency International Україна.
Робота над створенням системи «Прозорро.Продажі» розпочалася в липні 2016 року із продажу активів ліквідованих банків. На той час реформа публічних закупівель в Україні довела свою ефективність, тому для розробки нового проєкту, який би допоміг прозоро продавати державне та комунальне майно, використали досвід Прозорро.Закупівлі.
Ініціатором створення системи став Фонд гарантування вкладів фізичних осіб (ФГВФО). У 2016 році, коли стартувало реформування банківської системи, Фонд гарантування вкладів керував активами понад 90 ліквідованих банків. Їхня балансова вартість становила понад 400 млрд грн.. Ці активи потрібно було якомога швидше продати за найвищою вартістю, щоби розрахуватися з мільйонами вкладників збанкрутілих банків. Закон встановлював для цього 5 років, однак наявна модель продажів не дозволяла ефективно та прозоро управляти активами банків, що ліквідуються.
Відтак, створили власну електронну торгову систему (ЕТС) на основі принципів Prozorro. Команда фахівців різних підрозділів Фонду та проєктного офісу на базі core-партнера реформи — Трансперенсі Інтернешнл Україна, отримала політичний мандат на проведення інституційної трансформації. Нацбанк та Міністерство економіки підтримали ідею. 24 червня 2016 року стейкхолдери уклали Меморандум про співпрацю в побудові в Україні прозорої та ефективної системи реалізації активів неплатоспроможних банків та банків, що ліквідуються.
Перший відкритий аукціон відбувся у жовтні 2016 року, а з 1 лютого 2017 року всі активи банків-банкрутів почали реалізовуватися виключно через онлайн-аукціони в системі «Прозорро.Продажі».
У 2018 році за допомогою Київської школи економіки спроєктували та запустили гібридний голландський аукціон. Він дає змогу реалізувати за ринковою ціною активи, реальну вартість яких складно визначити.
У лютому 2019 року ЕТС передали до державної власності— Міністерству економічного розвитку й торгівлі України. На початку січня 2019 року, було затверджено склад Наглядової ради державного підприємства «Прозорро.Продажі».

### Місія та принципи
У систему закладені два ключових принципи—«золотий трикутник» взаємодії влади, бізнесу та громадянського суспільства. А також «всі бачать усе», що означає прозорість усіх процесів. Будь-хто може прийти на аукціон і взяти в ньому участь, а суспільство отримало можливість відстежувати, чи немає зловживань із боку продавців та учасників торгів.  Система працює з урахуванням принципів конфіденційності даних.
Мета проєкту полягає в тому, щоб за допомогою сучасних ІТ-рішень підвищити прозорість процесу продажу та ефективність управління державним та комунальним майном. А також сприяти розвитку України завдяки запровадженню ринкових механізмів та цифрових технологій у сфері управління державним майном.

## Як працює система
Система «Прозорро.Продажі» — дворівнева. На першому рівні розташовані незалежні електронні майданчики, а на другому — центральна база даних, що адмініструється АТ «Прозорро.Продажі» та в якій проходять аукціони.
Система Прозорро.Продажі є центральною базою даних (ЦБД).  Вона акумулює всі об'єкти, що підлягають продажу (перший рівень) і не взаємодіє з учасниками торгів, а відповідає за якісну та безперебійну роботу системи. Організатори та учасники торгів взаємодіють із системою винятково через електронні майданчики, які підключені до системи (другий рівень).
Через Прозорро.Продажі лот, який з'являється на будь-якому з майданчиків, автоматично стає також доступним для клієнтів на будь-якому іншому торговому майданчику. «Прозорро.Продажі» не конкурує з майданчиками, а об'єднує їх. Ключова функція системи — забезпечити безпеку торгів, технічну надійність та невтручання будь-кого в перебіг торгів.

## Майданчики
Електронні майданчики «Прозорро.Продажі» — це акредитовані незалежні юридичні особи, підключені до системи. Вони співпрацюють з організаторами торгів — державними чи приватними замовниками — та з потенційними покупцями. Майданчики консультують як організаторів, так і потенційних покупців, допомагають зареєструватись у системі, правильно оформити лот та взяти участь у торгах. Вони рекламують лоти та залучають покупців. Підтримують програмне забезпечення та зберігають гарантійні внески учасників до отримання результатів торгів.
Станом на червень 2023 року у системі акредитовано 43 майданчики.

## Напрями роботи
Через систему електронних аукціонів громадяни та бізнес отримують доступ до придбання унікальних активів, якими володіє держава.
У 2016 році почалися перші аукціони з реалізації активів банків-банкрутів, які знаходяться в управлінні ФГВФО. З 2017 року в системі продається майно державних та комунальних підприємств. У 2018 році додався ще один напрям — мала приватизація. Можливість проводити комерційні торги організатори отримали у 2019 році. Того ж року через е-аукціони почали продавати майно в рамках процедури банкрутства. У березні 2019 року Держгеонадра розпочався продаж спеціальних дозволів на користування надрами України.
Починаючи з 1 лютого 2020 року все державне та комунальне майно здається в оренду через електронні аукціони. Продаж необробленої деревини лісогосподарств через систему також стартував у 2020 році.
У жовтні 2021 року «Прозорро.Продажі» розпочали проведення торгів з оренди державної та комунальної землі сільськогосподарського призначення та продажу і оренди земель несільськогосподарського призначення відповідно до Закону України № 1444 та Постанови № 1013.
У грудні 2022 року уряд затвердив постанову, яка дала поштовх експериментальному проєкту із запуску онлайн-аукціонів із продажу спецдозволів на промисловий вилов риби. Уже на початку лютого 2023 року новий ринок запрацював за новими правилами в системі Прозорро.Продажі. Держрибагентство оголосило перші аукціони на промисловий вилов риби. 
Кожний напрям регулюється відповідними нормативно-правовими актами. 

## Аукціони
Онлайн-аукціони «Прозорро.Продажі» проводяться за двома моделями: англійська — так звана класична — та голландська.
Під час подання пропозиції документи компанії приховані та не зображаються ні на майданчику, ні на «Прозорро.Продажі». Інформація про кількість учасників стає доступною на початку проведення аукціону, однак відомості про учасників відкриваються тільки після завершення аукціону.
- Англійський аукціон (англ. English auction) із підвищенням стартової ціни відбувається в три раунди з урахуванням мінімального кроку підвищення. Раунди аукціону проходять поетапно, кожен учасник може зробити крок на підвищення, або його пропустити.
- Голландський аукціон (англ. Dutch auction) — електронний аукціон за методом покрокового зниження стартової ціни та подальшого подання цінових пропозицій. Загальні принципи збігаються з англійським аукціоном, однак механіка різна. У 2017 році стало зрозуміло, що не для всіх типів активів ідеально підходить класичний англійський аукціон на підвищення.

Голландський аукціон використовується у випадку, якщо попередні англійські аукціони були неуспішні. А також коли складно визначити ринкову стартову ціну.
У 2017 році спільно з ФГВФО та Київською школою економіки спроєктували та запустили гібридний голландський аукціон для продажу проблемних кредитів банків-банкрутів.
До гібридного голландського аукціону додали третій етап — подання цінових пропозицій. Право запропонувати цінову пропозицію на цьому етапі є виключно в учасника, який зупинив зниження. Зараз аукціон використовується в малій приватизації, банкрутстві, оренді та інших напрямах роботи. Згідно з дослідженням Київської школи економіки, гібридний голландський аукціон призводить до збільшення доходів від продажів і більшої конкуренції.

## Нагороди

### 2017 рік
- Citi Tech for Integiry Challenge (T4I)[27]

### 2018 рік
- C5 «Shield in the cloud award»[28]

### 2019 рік
- Global Public Service Team of the Year award від Apolitical у номінації Doing More for Less[29].

### 2021 рік
У 2021 році проєкт «Прозорро.Продажі» Україна номінувала на всесвітню премію OGP Impact Awards.

### 2022 рік
- 22 червня ООН відзначила Україну найпрестижнішою премію у сфері публічної служби — UN Public Service Awards[31].